# Břetislav Jelínek
Josef Boleslav Otakar Jelínek (16. března 1843 Praha-Staré Město – 22. května 1926 Praha) byl český kustod, historik, konzervátor a archeolog, dlouholetý zaměstnanec a od roku 1895 též ředitel Městského musea v Praze. Podílel se na celé řadě archeologických průzkumů lokalit hradišť či hradů v Čechách.

## Život

### Mládí
Narodil se v Praze do české rodiny obchodníka, ředitele a majitele přádelny lnu a bavlny v Lochovicích u Prahy. Studoval na pražské polytechnice, studium ale nedokončil. Namísto toho pak tři roky docházel na mimořádné studium na Filosofickou fakultu Karlo-Ferdinandovy univerzity, kde absolvoval přednášky z archeologie, dějin umění, staročeského práva a slovanské filologie. Od 70. let 19. století se účastnil či sám vykonával archeologické průzkumy na řadě míst v Čechách, zejména v lokalitách hradišť či hradů, takto prozkoumal např. hradiště Hradiště Šárka, Hradec u Dobříše, Šance, Kotýz, Otmíče, Kozel či Butovice.
Roku 1878 Jelínek ovdověl a zůstal sám se šestiletým synem. 20. dubna 1879 se podruhé oženil. Jako bydliště uvedl Lochovice a jako zaměstnání továrník a archeolog.
Roku 1880 přišla Jelínkova rodina o majetek v konkurzu, což Josefa s manželkou a dvěma dětmi donutilo přestěhovat se roku 1881 na Smíchov do činžovního domu Na bělidle (čp.436), uživit rodinu a zkomplikovalo mu badatelskou amatérskou práci, především archeologické průzkumy.

### Městské muzeum v Praze

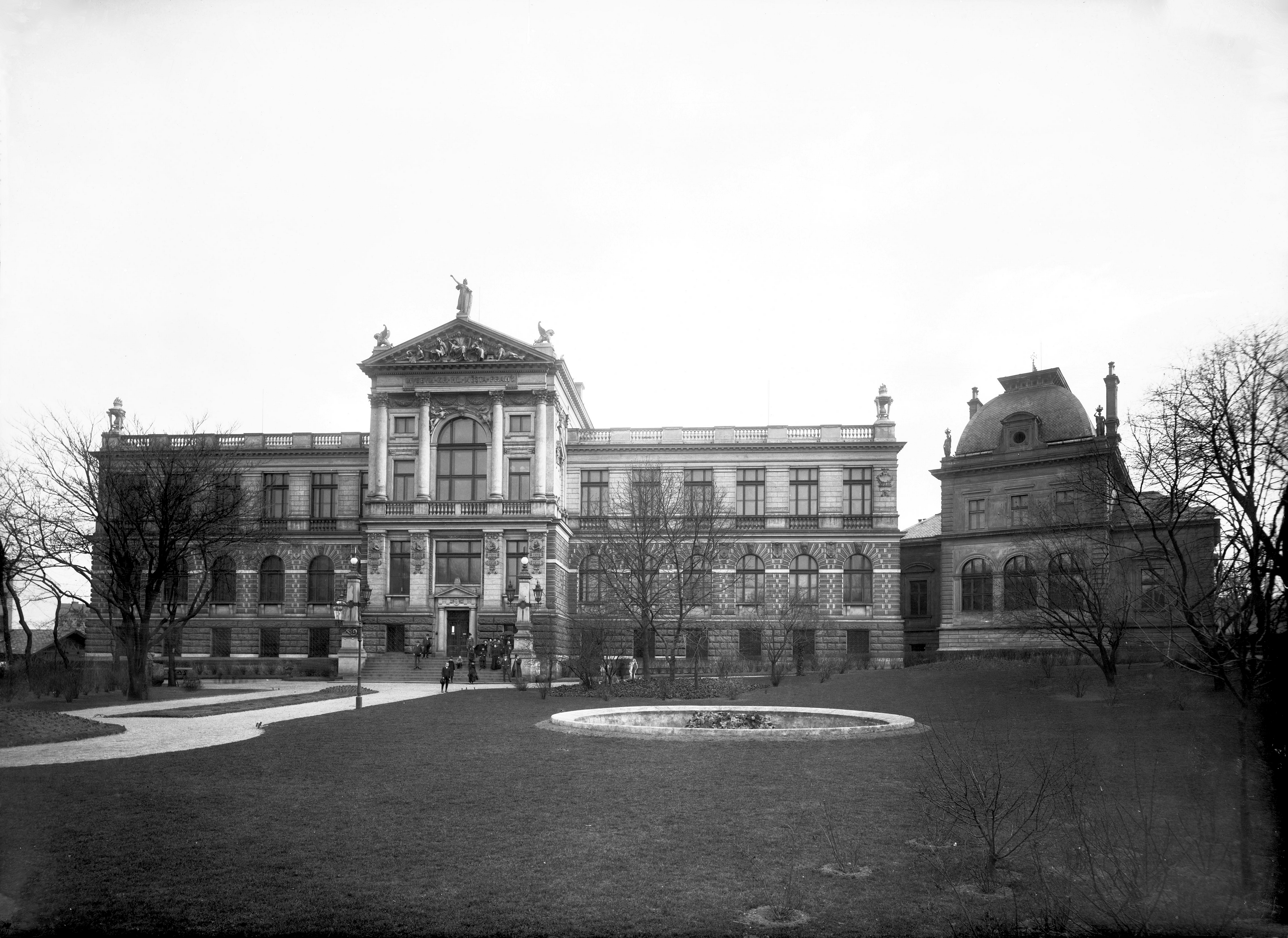
Hlavní budova Městského musea v Praze (včetně kavárenského pavilonu vpravo) v roce 1902

Ve svém zájmu však Jelínek nepolevil a roku 1883 začal pracovat jako kustod toho roku založeného Městského muzea v Praze, sídlícího v nové budově na pražské Florenci. Toto zaměstnání poskytlo potřebnou existenční jistotu pro další historiograficku a archeologickou práci, stejně tak pracoval na údržbě a evidenci muzejních sbírek, které také pomohl výrazně rozšířit. Připravoval expozice pražského Městského muzea pro Jubilejní zemskou výstavu roku 1891, Národopisné výstavě českoslovanské v roce 1895 a výstavě roku 1908. Roku 1895 byl díky expozici na Národopisné výstavě jmenován ředitelem Muzea města Prahy, kde působil až do své penze roku 1913.

### Úmrtí
Josef Břetislav Jelínek zemřel 22. května 1926 v Praze ve věku 83 let. Pohřben byl v rodinné hrobce na Olšanských hřbitovech.

### Rodinný život
Břetislav Jelínek byl dvakrát ženatý, poprvé ovdověl roku 1878, z prvního manželství s Barborou rozenou Starcovou měl syna Břetislava (1872-1918), který byl vojákem c. a k. rakouské armády. Z druhého manželství s Eugénií Vyšínovou (zemřelou před 15.7.1904) měl dceru Eugénii (*1881).